# Paul Pender
Paul Richard Pender, född 20 juni 1930 i Brookline, Massachusetts, död 12 januari 2003 i Bedford, Massachusetts, var en amerikansk proffsboxare, tvåfaldig världsmästare i mellanvikt 1960-62. Kallad The fighting fireman.
Penders professionella karriär varade 1949-62 och innehöll många avbrott på grund av svåra handskador. Hans karriär var ovanlig även i den meningen att han aldrig lämnade sitt heltidsjobb som brandman.
Pender ansågs egentligen vara på nedåtgående när han för första gången blev världsmästare 22 januari 1960 genom att till expertisens förvåning besegra Sugar Ray Robinson klart på poäng över 15 ronder, en prestation som Pender upprepade i returmatchen 10 juni samma år. Efter att ha börjat 1961 med att framgångsrikt försvara sin titel mot Terry Downes och Carmen Basilio, förlorade Pender den något överraskande till Downes i deras andra match samma år, men återtog den 1962 och abdikerade därefter som regerande mästare.
Penders slutliga matchstatistik blev 40 segrar (20 på KO), 6 förluster och 2 oavgjorda.